# M39 (бронетранспортёр)
Бронированная машина общего назначения M39 (Т41) (англ. Armored Utility Vehicle M39) — бронированный транспортёр-тягач США периода Второй мировой войны. Был создан в 1944 году на базе противотанковой САУ M18 и предназначался на роль артиллерийского тягача и бронетранспортёра повышенной, по сравнению с полугусеничными M2 и M3, подвижности, а также командно-штабной или разведывательной машины. Переделка из ранее выпущенных САУ М18 (600) и изготовление новых машин (40) осуществлялось на Fisher Body, Гранд Блан, штат Мичиган.
| Год   | 1     | 2     | 3     | 4     | 5     | 6     | 7     | 8     | 9     | 10    | 11    | 12    | Всего |
| ----- | ----- | ----- | ----- | ----- | ----- | ----- | ----- | ----- | ----- | ----- | ----- | ----- | ----- |
| 1944  |       |       |       |       |       |       |       |       |       | 10    | 60    | 163   | 233   |
| 1945  | 150   | 150   | 107   |       |       |       |       |       |       |       |       |       | 407   |
| Всего | Всего | Всего | Всего | Всего | Всего | Всего | Всего | Всего | Всего | Всего | Всего | Всего | 640   |

В ограниченных количествах применялся в Европе весной 1945 года, но падение боевой ценности противотанковых орудий, для буксировки которых прежде всего был предназначен M39, вызвало и снижение интереса к тягачу. Тем не менее, M39 ещё больше десятилетия оставались в войсках и активно использовались в ходе Корейской войны, прежде чем быть окончательно снятыми с вооружения в 1957 году.

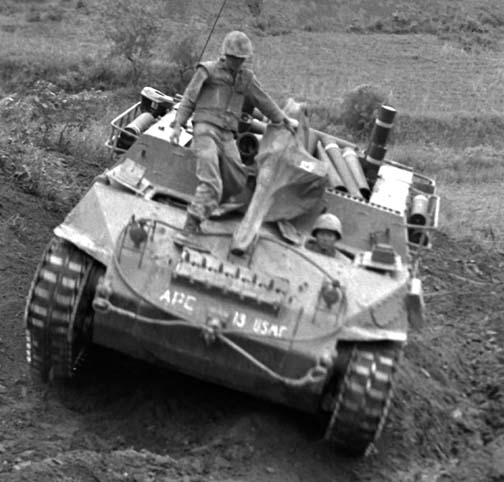
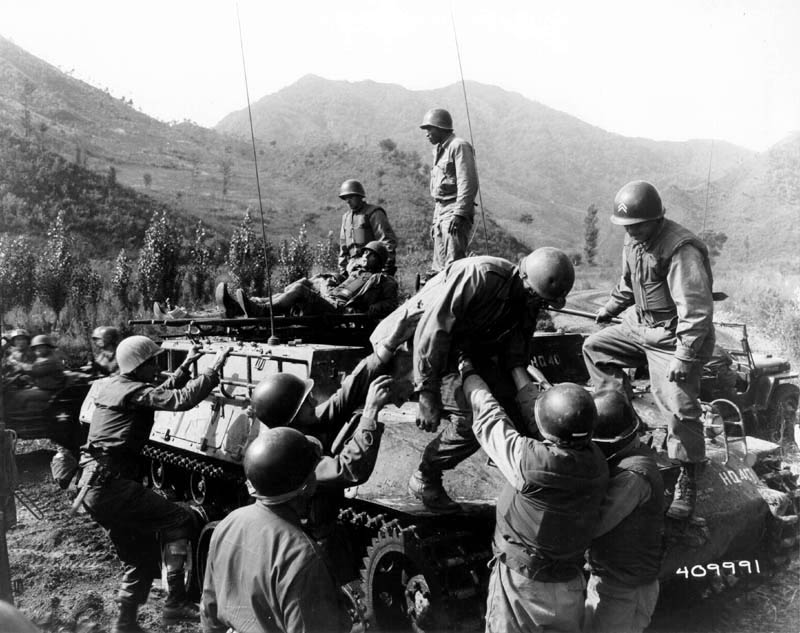
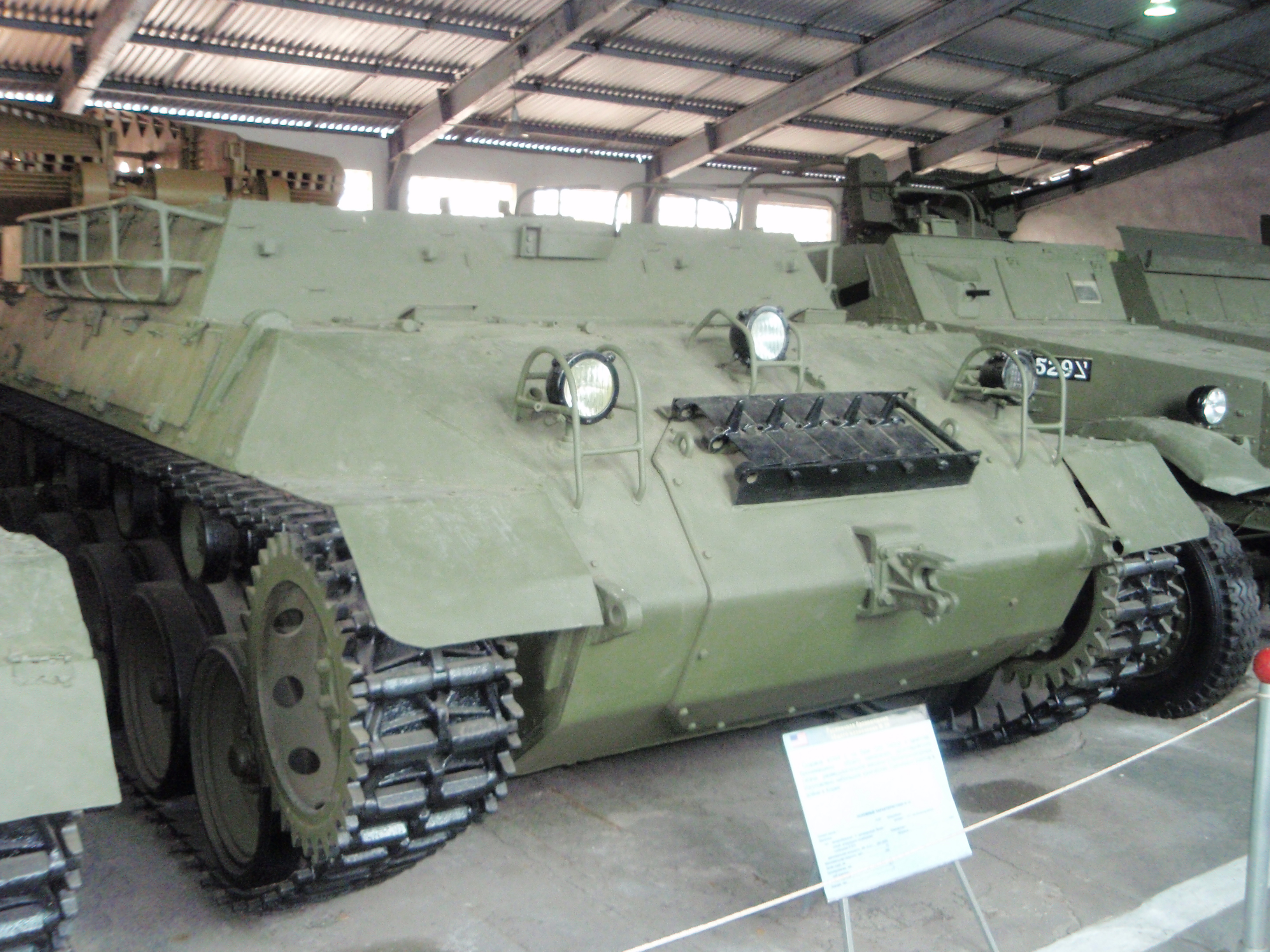